# Espai d'Interès Natural del Montsec
L'Espai d'Interès Natural del Montsec és un espai natural de les comarques de la Noguera i del Pallars Jussà que s'estén pels termes municipals d'Àger, Camarasa i Vilanova de Meià, a la comarca de la Noguera i pels de Castell de Mur, Gavet de la Conca, Isona i Conca Dellà, Llimiana, Sant Esteve de la Sarga i Tremp, a la comarca del Pallars Jussà. Ocupa 53% la Serra del Montsec, però en deixa fora l'extrem oriental, pertanyent a Artesa de Segre.

## Extensió
De les 18.503,15 ha. d'extensió, 8.650,84 són a la comarca de la Noguera (4.546,30 d'Àger, 838,65 de Camarasa i 3.265,89 de Vilanova de Meià. Al Pallars Jussà pertanyen 9.852,31 ha, de les quals 1.400,40 són de Castell de Mur, 1.587,89 de Gavet de la Conca, 111,88 d'Isona i Conca Dellà, 2.013,64 de Llimiana, 4.735,65 de Sant Esteve de la Sarga, i només 2,85 de Tremp. Per tant, està molt equilibrat pel que fa a la pertinença al vessant sud o nord de la serra que li dona nom.	

### Descripció general
En el preàmbul del decret de creació d'aquest espai d'interès natural podem llegir: «L'espai natural de la Serra del Montsec és la unitat prepirinenca central, i en especial de les serres exteriors, que presenta una major diversitat i representativitat dels paisatges d'aquest territori. Els elements dels seus sistemes naturals —geològics, flora, fauna— en determinen un conjunt de notable interès i de gran singularitat dins de Catalunya.»
El Montsec presenta la particularitat de constituir una barrera natural entre la Conca de Tremp i les serres interiors del Prepirineu central, i els primers contraforts que s'obren a la Depressió central. En realitat, constitueix un espai de transició entre el caràcter pirinenc i prepirinenc al nord, i el mediterrani continental al sud. El seu relleu, format per un potent massís de materials calcaris que alternen amb materials margoargilosos, constitueix un dels més importants contraforts del Pirineu. Els seus vessants presenten una notable dissimetria, amb els vessants meridionals abruptes, tallats per forts rocams i cingleres, i els vessants septentrionals molt més suaus. Malgrat que el congost de Terradets, pel qual travessa la Noguera Pallaresa, divideix la serra en dues subunitats: el Montsec de Rúbies a llevant, i el Montsec d'Ares a ponent, cal considerar aquesta serra com una sola unitat morfoestructural. 
En l'aspecte geològic, cal remarcar la singularitat dels gresos submareals de la vall d'Àger - les Alteres - coll d'Orenga, representants de diversos tipus de fàcies sedimentològiques de deltes mareals i platges. A part d'això, cal considerar pel seu excepcional interès paleontològic la pedrera de Rúbies, un jaciment juràssic superior dels més importants del país i inclús mundialment.
D'entre els elements biològics, destaquen diverses unitats de vegetació, tant per la seva representativitat com singularitat. El paisatge predominant és el de tipus mediterrani amb els obacs de caràcter submediterrani, i de forma molt localitzada l'eurosiberià.
El carrascar (Quercetum rotundifoliae) i molt més localitzat l'alzinar litoral típic (Quercetum ilicis galloprovinciale) ocupen una gran part del territori. A les obagues destaquen les rouredes de roure valencià (Violo-Quercetum fagineae), les de roure martinenc (Buxo-Quercetum pubescentis), els bosquetons de til·lers, aurons i servers (Poo-Tilietum platyphylli) i en especial la fageda (Buxo-Fagetum) acompanyada d'un conjunt de plantes centreuropees, que troben en aquesta serra el seu límit més meridional del Prepirineu. Entre les comunitats dels indrets especials, cal esmentar les comunitats oromediterrànies de les carenes (Ononidetalia striatae) i les comunitats rupícoles de les cingleres i parets rocoses (Asplenietea rupestria) en què es refugien diverses plantes endèmiques com: Petrocoptis montsicciana, Aquilegia montsicciana, Brassica repanda ssp. turbonensis var. montsicciana, Centaurea emigrantis, etc. En els indrets de condicions especials i en les diverses etapes de substitució, apareix una notable diversitat de comunitats vegetals, moltes d'elles exclusives d'aquest territori (Teucrio-Thymetum fontqueri, Vicio-Geranietum sanguinei...). De les plantes inferiors, cal assenyalar l'interès micològic d'algunes zones d'aquest espai. La diversitat de paisatges permet la presència de nombrosos biòtops amb una gran riquesa faunística. Sens dubte, aquest espai presenta un poblament faunístic del més gran interès, donada la interacció entre els components mediterranis, predominants, i els eurosiberians. Aquest caràcter de transició, i el fet de constituir el límit meridional de distribució per a moltes espècies pirinenques com el tritó pirinenc (Euproctus asper) i la gralla de bec groc (Pyrrhocorax graculus), o el límit septentrional d'altres, com la merla cuablanca (Oenanthe leucura), determina la composició de biocenosis singulars. En aquestes conviuen, per exemple, espècies de requeriments tan diferents com el gat mesquer (Genetta genetta), de caràcter mediterrani, i la marta (Martes martes), de caràcter eurosiberià. Les comunitats de predadors (carnívors i rapinyaires) hi són molt ben representades; la llúdria és present als dos rius que travessen aquest espai. D'altra banda, cal destacar les comunitats higròfiles (canyissars) de l'embassament dels Terradets que són un important centre de nidificació i d'hivernada d'un gran nombre d'ocells aquàtics, i l'abundància de cingleres que són el medi vital per a una valuosa fauna rupícola. L'abundància de coves i avencs permeten el desenvolupament d'una notable fauna cavernícola que habita aquest medi, en alguns casos ben singular a Catalunya. En especial, s'ha de ressenyar l'interès dels quiròpters, per la seva diversitat (l'espai acull més de la meitat de les espècies catalanes) i per constituir una de les més importants àrees d'hivernada a Catalunya del rat penat de cova. Per acabar, la fauna invertebrada és especialment rica en els biòtops cavernícoles i mostra una gran diversitat amb nombroses espècies endèmiques: coleòpters cavernícoles del nucli prepirinenc del gènere Troglocharinus, lepidòpters rars i en perill d'extinció com Chemarina caliginearia, mol·luscs rars i endèmics (Moitessiera rollandiana i Xeroplexa ripacurcica montsicciana, miriàpodes, etc.).

### Delimitacions
Estan clarament definides en el Pla especial de delimitació del març del 2000 de la Direcció General de Patrimoni Natural i del Medi Físic del Departament de Medi Ambient de la Generalitat de Catalunya: «L'espai comprèn les subunitats orogràfiques del Montsec d'Ares i de Rúbies i també l'embassament de Cellers i el riu Noguera Ribagorçana. Al nord, l'espai limita amb els barrancs de Jullana, de Sant Esteve de la Sarga i de Margarit, el riu Barcedana, la serra de Cuait i l'obaga de Comiols fins al Coll, mentre que al sud el límit s'emmotlla al peu de la muntanya.»
En el mateix document hi ha encara una altra delimitació molt detallada.